# ISO 3166-2:OM
ISO 3166-2:OM — стандарт Международной организации по стандартизации, который определяет геокоды. Является подмножеством стандарта ISO 3166-2, относящимся к Оману. Стандарт охватывает 5 регионов и 4 мухафазы Омана. Каждый геокод состоит из двух частей: кода Alpha2 по стандарту ISO 3166-1 для Омана — OM и дополнительного кода, записанных через дефис. Дополнительный двухбуквенный код образован созвучно названию региона, мухафазы. Геокоды регионов и мухафаз Султаната Оман являются подмножеством кодов домена верхнего уровня — OM, присвоенного Оману в соответствии со стандартами ISO 3166-1.

## Геокоды Омана
Геокоды 5 регионов и 4 мухафаз административно-территориального деления Омана.
| Геокод | Административная единица | Статус   |
| ------ | ------------------------ | -------- |
| OM-DA  | Эд-Дахилия               | регион   |
| OM-BA  | Эль-Батина               | регион   |
| OM-SH  | Эш-Шаркия                | регион   |
| OM-WU  | Эль-Вуста                | регион   |
| OM-ZA  | Эз-Захира                | регион   |
| OM-MA  | Маскат                   | мухафаза |
| OM-BU  | Эль-Бурайми              | мухафаза |
| OM-ZU  | Дофар                    | мухафаза |
| OM-MU  | Мусандам                 | мухафаза |

## Геокоды пограничных Оману государств
- Саудовская Аравия — ISO 3166-2:SA (на севере),
- ОАЭ — ISO 3166-2:AE (на севере),
- Йемен — ISO 3166-2:YE (на западе),
- Иран — ISO 3166-2:IR (на севере),
- Пакистан — ISO 3166-2:PK (на северо-востоке),
- Индия — ISO 3166-2:IN (на востоке).